# Französische Feldhandball-Meisterschaft
Die Französische Feldhandballmeisterschaft war die höchste Spielklasse im französischen Feldhandball.

## Meister
| Jahr | Meister                                    | Vizemeister                                | Resultat                                   |
| ---- | ------------------------------------------ | ------------------------------------------ | ------------------------------------------ |
| 1942 | Paris Université Club (1) (Nordzone)       | ?                                          | ?:?                                        |
| 1942 | AS Cannes (1) (Südzone)                    | ?                                          | ?:?                                        |
| 1943 | Stade niortais (1)                         | AS Montferrand                             | 6:4                                        |
| 1944 | Club français                              | Stade niortais                             | 4:3                                        |
| 1945 | Villemomble Sports (1)                     | Paris Université Club                      | 7:5                                        |
| 1946 | Keine Austragung, nur eine Coupe de France | Keine Austragung, nur eine Coupe de France | Keine Austragung, nur eine Coupe de France |
| 1947 | Keine Austragung, nur eine Coupe de France | Keine Austragung, nur eine Coupe de France | Keine Austragung, nur eine Coupe de France |
| 1948 | AS Police de Paris (1)                     | Villemomble Sports                         | 5:1                                        |
| 1949 | Villemomble Sports (2)                     | Racing Club de France                      | 6:2                                        |
| 1950 | AS Police de Paris (2)                     | Villemomble Sports                         | 6:5                                        |
| 1951 | AS Police de Paris (3)                     | Livry-Gargan                               | 16:6                                       |
| 1952 | AS Police de Paris (4)                     | Villemomble Sports                         | 15:11                                      |
| 1953 | Keine Austragung, nur ein Coupe de France  | Keine Austragung, nur ein Coupe de France  | Keine Austragung, nur ein Coupe de France  |
| 1954 | AS Police de Paris (5)                     | ?                                          | ?:?                                        |
| 1955 | AS Police de Paris (6)                     | ?                                          | ?:?                                        |
| 1956 | AS Police de Paris (7)                     | ?                                          | ?:?                                        |
| 1957 | AS Police de Paris (8)                     | ?                                          | ?:?                                        |
| 1958 | AS Straßburg (1)                           | FC Sochaux                                 | 17:12                                      |
| 1959 | AS Straßburg (2)                           | ASPTT Marseille                            | 17:16                                      |

Quelle: